# Thermalquelle Neumühle

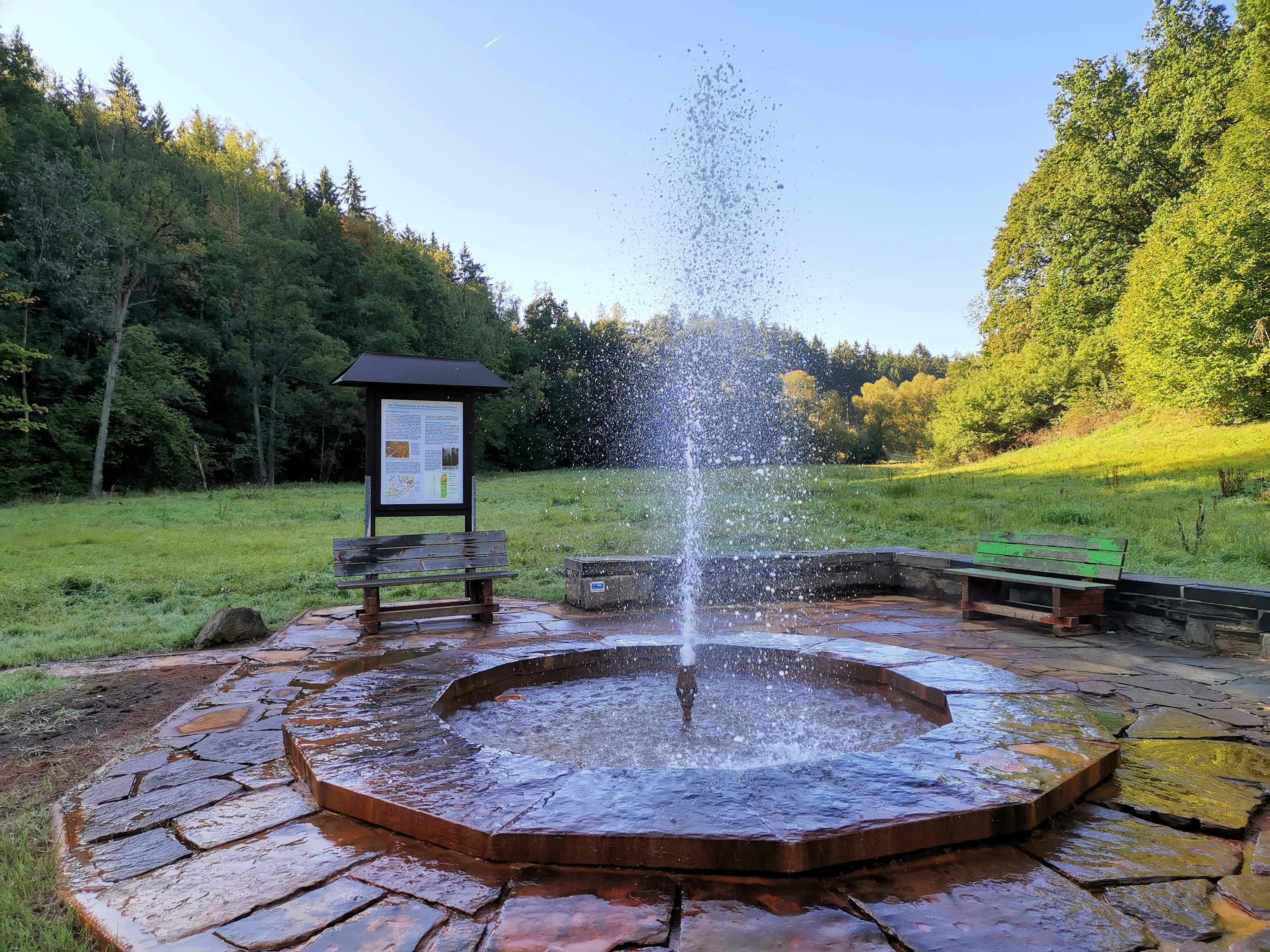
Thermalquelle Neumühle (2019)

Die Thermalquelle Neumühle liegt im Tal des Kemnitzbaches auf dem Gemeindegebiet von Weischlitz im Vogtlandkreis. Sie entstand im Jahre 1961 als unbeabsichtigte Folge einer geologischen Erkundungsbohrung (Nr. 280/60) durch die SDAG Wismut. Das artesisch gespannte Wasser dieser Thermalquelle tritt mit einer ganzjährig kontinuierlichen Quellschüttung aus der oben verrohrten Bohrung in Form einer Fontäne an die Oberfläche des Talgrundes.
Der Quellort befindet sich hinter der ehemaligen Ausflugsgaststätte Neumühle unweit der Elstertalbrücke der Bundesautobahn 72. Er kann jedoch nur über einen außerhalb des Mühlengrundstückes liegenden Fußgängerpfad erreicht werden.
Die Wassertemperatur beträgt konstant 25 Grad Celsius und stammt aus einer Tiefe von 771 Metern dieser Bohrung, deren Endteufe 1173,6 Meter erreicht. Bei den Bohrarbeiten wurde eine wasserführende Spalte durchstoßen. Die Quelle ist am 22. November 1962 unter Naturschutz gestellt worden. 1967 entstand eine kleine bauliche Fassung mit Theumaer Platten, damit sie für Besucher zugänglich ist. Auf der Abdeckung der Einfassungsmauer befindet sich eine Bronzetafel mit Erläuterungen. Inzwischen wurde zusätzlich eine umfassende Informationstafel aufgestellt.
Das klare und geruchlose Wasser besitzt einen leicht bitterlichen Geschmack. Mit ihren signifikanten Gehalten an Natrium-, Calcium- und Chlor-Ionen ist sie zudem eine Mineralquelle.
| Ionen/ Analysejahre | Natrium  | Calcium  | Eisen     | Chlorid   |
| ------------------- | -------- | -------- | --------- | --------- |
| 1961                | 389 mg/l | 475 mg/l | 0,00 mg/l | 1425 mg/l |
| 1990                | 678 mg/l | 990 mg/l | 0,60 mg/l | 2747 mg/l |
| 2003                | 680 mg/l | 980 mg/l | 0,95 mg/l | 2600 mg/l |

Es bestand ursprünglich die Absicht, diesen Mineralwasseraustritt als Heilquelle zu nutzen, um sie zur Therapie gegen Lungenerkrankungen anzuwenden. Die über die ersten Jahre angestiegenen Salzgehalte hätten jedoch bei voller Nutzung eine nachteilige Versalzung im nahen und weiteren Abflussgebiet verursacht. Daher wurde dieses Vorhaben aufgegeben und ihr Ausfluss wieder gedrosselt. Die natürliche Abflussmenge läge unbeeinflusst bei 7,5 Litern pro Sekunde.